# Гумбаз (посёлок)
Гумбаз (узб. Gumbaz / Гумбаз) — посёлок городского типа, расположенный на территории Андижанского района Андижанской области Республики Узбекистан.

Статус посёлка городского типа с 2009 года.